# Liste der Monuments historiques in Montcombroux-les-Mines
Die Liste der Monuments historiques in Montcombroux-les-Mines führt die Monuments historiques in der französischen Gemeinde Montcombroux-les-Mines auf.

## Liste der Bauwerke
| Bezeichnung             | Beschreibung              | Standort | Kennzeichnung | Schutzstatus   | Datum | Bild |
| ----------------------- | ------------------------- | -------- | ------------- | -------------- | ----- | ---- |
| Kirche St-Jean-Baptiste | Erbaut im 12. Jahrhundert | (Lage)   | PA00093162    | Inscrit Classé | 1983  |      |

## Liste der Objekte
| Bezeichnung                                              | Beschreibung          | Standort                              | Kennzeichnung | Schutzstatus | Datum | Bild |
| -------------------------------------------------------- | --------------------- | ------------------------------------- | ------------- | ------------ | ----- | ---- |
| Skulptur der heiligen Barbara (Foto in der Base Palissy) | Holz, 17. Jahrhundert | in der Kirche St-Jean-Baptiste (Lage) | PM03000246    | Classé       | 1970  |      |